# 高松市立植田小学校
高松市立植田小学校（たかまつしりつ うえたしょうがっこう）は、香川県高松市西植田町にある市立小学校。

## 概要
高松市の南東部、西植田地区に位置する小学校である。
所在地は西植田であるが校名に「西」は付かない。また、隣の東植田小学校では校名に「東」が付いている。

## 学校データ
- 児童数：86人（2012年度[1]）
- 児童愛称：植田っ子

学校施設（2011年5月1日時点）
- 普通教室：7教室
- 特別教室：7教室
- 校舎面積：2139m2
- 体育館面積：642m2

服装規定
- 制服：あり（通年必用）
- 防寒着：不明

## 歴史

### 年表
- 1887年（明治20年） - 修得小学校、植田小学校、陶奨小学校を統合し、植田尋常小学校として設立。
- 1901年（明治34年）4月1日 - 高等科を設置。西植田村立植田尋常高等小学校と改称。
- 1941年（昭和16年）4月1日 - 西植田村立植田国民学校と改称。
- 1947年（昭和22年）4月1日 - 西植田村立植田小学校と改称。
- 1955年（昭和30年）4月1日 - 山田町立植田小学校と改称。
- 1958年（昭和33年）7月 - プール竣工。
- 1966年（昭和41年）7月1日 - 高松市立植田小学校と改称。
- 2004年（平成16年）4月1日 - 高松市立小中学校全校で3学期制を廃して2学期制を導入。
- 2013年（平成25年）4月1日 - 高松市立小中学校全校で3学期制に移行。

### 全校児童数の推移
植田小学校の児童数は減少傾向にある。
- 1999年度：137人
- 2000年度：122人（-15人）
- 2001年度：127人（+5人）
- 2002年度：131人（+4人）
- 2003年度：131人（0人）
- 2004年度：129人（-2人）
- 2005年度：132人（+3人）
- 2006年度：135人（+3人）
- 2007年度：129人（-6人）
- 2008年度：106人（-23人）
- 2009年度：102人（-4人）
- 2010年度：91人（-11人）
- 2011年度：83人（-8人）
- 2012年度：86人（+3人）

## 通学区域
通学区域は高松市西植田地区のほぼ全域。池田町のうち北部は川島小学校の校区である。
- 高松市
  - 西植田町
  - 池田町（川島小学校区を除く）

## 進学先中学校
- 高松市立山田中学校

## 校区内の主な施設
- 公渕森林公園（西植田地区）
  - ドングリランド

## 交通
- ことでんバスサンメッセ・川島・西植田線 西植田バス停より徒歩2分（0.2km）